# Katal
Katal är SI-enheten för katalytisk aktivitet och har enhetssymbolen kat. Det är en härledd SI-enhet för att beskriva katalytisk aktivitet hos enzymer och andra katalysatorer. En katal är den mängd av en katalysator som katalyserar omvandlandet av en mol reaktanter till produkter per sekund, under specificerade omständigheter. Enheten katal rekommenderas av CGPM och andra internationella organisationer, men enheten enzymenhet (enzyme unit eller bara unit, betecknas U), som inte ingår i SI, är fortfarande mer använd inom biokemi.